# Dasymallomyia
Dasymallomyia is een geslacht van steltmuggen (Limoniidae). Het geslacht telt acht soorten.

## Soorten
Deze lijst van 8 stuks is mogelijk niet compleet.
- D. clausa (Alexander, 1940)
- D. compacta (Alexander, 1964)
- D. ditenostyla (Alexander, 1964)
- D. klapperichi (Alexander, 1955)
- D. mecophallus (Alexander, 1964)
- D. persignata (Alexander, 1932)
- D. signata (Brunetti, 1911)
- D. tanyphallus (Alexander, 1964)